# Anal Nosorog
Anal Nosorog (с англ. — «Анальный носорог») — российская грайндкор-группа, сформировавшаяся в 2003 году в Москве. По мнению журнала Fuzz данный коллектив является самым известным представителем российского грайндкора. Их клип на песню «Vagina Says» попал в ротацию телеканала Alternative One, также коллектив номинировался на звание «метал-группа года» на RAMP 2006. Изначально группа исполняла типичный среднетемповый грайндкор с вокалом, напоминающим свиное хрюканье, но позже участники коллектива отошли в сторону дэт-метала, задействовав гроулинг и гитарные соло.

## История
Начальные концерты проводились совместно с коллективом SHIT. Anal Nosorog часто выступали в неметалических клубах; был случай в ар-н-би-клубе Black 'n' White, откуда охрана выгнала группу после первой же песни. Некоторое время Сергей Гордеев из брутал-дэт-метал-группы Fleshbomb заменял место вокалиста, пока тот был занят; позже его оставили в качестве второго вокалиста, но продлилось это недолго.
В 2005 году был издан дебютный CD-альбом группы You Are A Fat Putridity (с англ. — «Ты — жирная гниль»), который был записан в домашних условиях. Релиз являлся насмешкой над метал-музыкой и был «напичкан экскрементальными фишками», а музыка представляла собой типичный среднетемповый 20-минутный грайндкор. По мнению рецензента из Dark City, данный релиз не представляет собой ничего интересного.
Позже клип группы на песню «Vagina Says» (с англ. — «Говорит вагина») попал в ротацию телеканала Alternative One. Также коллектив был номинирован на звание «метал-группа года» на RAMP 2006. В июле этого же года коллектив устроил тур по России совместно с Сетом Путнамом — вокалистом Anal Cunt. В 2007 году коллектив издал Condom Of Hate (с англ. — «Презерватив ненависти»), который был позитивно встречен Иоганнесом Шмуком из Metal.de.
В 2009 году был издан последний альбом коллектива — Gazavat (с англ. — «Газават»). Группа отошла в сторону дэт-метала, задействовав гитарные соло. Также для записи альбома была приглашена вокалистка Drama Queen, певшая гроулингом. В этом же году группа прекратила своё существование.

## Стиль
По мнению журнала Fuzz стиль группы напоминает больше «жёсткий металл», нежели «чистый» грайндкор.
Изначально коллектив исполнял неоригинальный грайндкор; характерными чертами их музыки были средний темп, напоминающий хрюканье свиньи вокал и частое отсутствие текста. Также в первых альбомах были задействованы элементы электронной музыки￼. Позже коллектив отошёл в сторону типичного дэт-метала, внедрив такие элементы как гроулинг и гитарные соло.

## Бывшие участники
- Митяй (Дмитрий Аблазов) — вокал (2003—2009)
- Сергей «Носорог» Гордеев — вокал (2003)
- Койот — вокал (2009)
- Drama Queen (Евгения Васильева) — вокал (2009)
- Некис (Никита Костюченко) — гитара (2003—2009)
- Роман Коняев — бас-гитара (2004—2007)
- Алексей Фетисов — бас-гитара (2007—2008)
- Дмитрий Берсерк — бас-гитара (2008)
- Алкотрон (Анатолий Бойченко) — ударные (2004)
- Амар (Роман Лозинский) — ударные (2004—2007, 2008—2009)
- Сергей Гевший — ударные (2007)

## Дискография
Полноформатные альбомы
- You Are A Fat Putridity (независимый релиз, 2005)
- Condom Of Hate (Coyote Records, Xtreem Music, 2007)
- Gazavat (Coyote Records, 2009)

Мини-альбомы
- Анальный жопоанус (2002)
- Peezdec (2003)
- Пальчики в пизде (2004)
- The Beautiful People (Soulflesh Collector, 2005))